# Scopula anisopleura
Scopula anisopleura är en fjärilsart som beskrevs av Inoue 1982. Scopula anisopleura ingår i släktet Scopula och familjen mätare. Inga underarter finns listade.